# Nelson Carlo de Los Santos Arias
Nelson Carlo de Los Santos Arias (ur. 1985 w Santo Domingo) – dominikański reżyser i scenarzysta filmowy. 
Jego pełnometrażowy debiut fabularny, dramat o zemście Cocote (2017), był oficjalnym kandydatem Dominikany do Oscara dla najlepszego filmu nieanglojęzycznego. Kolejny film twórcy, Pepe (2024), przyniósł mu Srebrnego Niedźwiedzia za najlepszą reżyserię na 74. MFF w Berlinie. Narratorem tego eksperymentalnego obrazu był hipopotam należący niegdyś do narkotykowego bossa Pablo Escobara.